# Coccothrinax pseudorigida
Coccothrinax pseudorigida är en enhjärtbladig växtart som beskrevs av Leon. Coccothrinax pseudorigida ingår i släktet Coccothrinax och familjen Arecaceae. Inga underarter finns listade i Catalogue of Life.